# Zentrum Liberale Moderne
Das Zentrum Liberale Moderne (LibMod) ist eine deutsche Denkfabrik, die 2017 von Marieluise Beck und ihrem Ehemann Ralf Fücks gegründet wurde; beide sind Mitglieder der Partei Die Grünen.
Seit 2018 wird das Zentrum im Rahmen der institutionellen Förderung aus dem Bundeshaushalt mit Steuergeldern in Millionenhöhe finanziert.

## Ausrichtung
Das Zentrum setzt sich für die Westbindung Deutschlands sowie die transatlantischen Beziehungen zwischen Europa und Nordamerika ein. Es tritt für ein entschiedenes Auftreten gegenüber der russischen Regierung unter Wladimir Putin ein und versteht den Kreml als Gegenspieler des Westens. Geschäftsführer Ralf Fücks ist Mitautor des „Transatlantischen Manifests“, das im Oktober 2017 in der Wochenzeitung Die Zeit veröffentlicht wurde. Die Auseinandersetzung zwischen liberalen Demokratien und autoritären Gesellschaftsordnungen hält das Zentrum für den wichtigsten politischen Konflikt in den nächsten Jahren. Unter liberaler Demokratie versteht es die Verbindung von individueller Freiheit, gesellschaftlichem Zusammenhalt, Selbstverantwortung und starken öffentlichen Institutionen.
Am 26. Mai 2021 wurde bekannt, dass die russischen Behörden das Zentrum Liberale Moderne als „unerwünschte NGO“ eingestuft haben. Ihm ist damit faktisch verboten, sich in Russland zu betätigen. Insofern ist es russischen Bürgern verboten, mit ihm zusammenzuarbeiten oder es zu unterstützen.

## Projekte und Förderung
Mit anfänglicher Unterstützung der International Renaissance Foundation betreibt das Zentrum das Themenportal „Ukraine verstehen“, mit dem es für eine „kritische Sympathie für die Ukraine“ wirbt. Aus der Sicht des Zentrums ist die Ukraine der zentrale Schauplatz des Konflikts zwischen Demokratie und Autoritarismus.
Das Themenportal „Ukraine verstehen“ von Engagement Global wird aus Mitteln des Bundesministeriums für wirtschaftliche Zusammenarbeit und Entwicklung (BMZ) gefördert.
Die nichtöffentliche Veranstaltungsreihe Ukraine Insights von LibMod bringt regelmäßig eine kleine Gruppe von Regierungsvertretern, Thinktank-Experten und Praktikern mit Sitz in Berlin zusammen. Sie dient als informelle Plattform für die eingehende Diskussion der Entwicklungen in der Ukraine, die Identifizierung zukünftiger Trends und den Meinungsaustausch über politische Optionen der EU und Deutschlands.

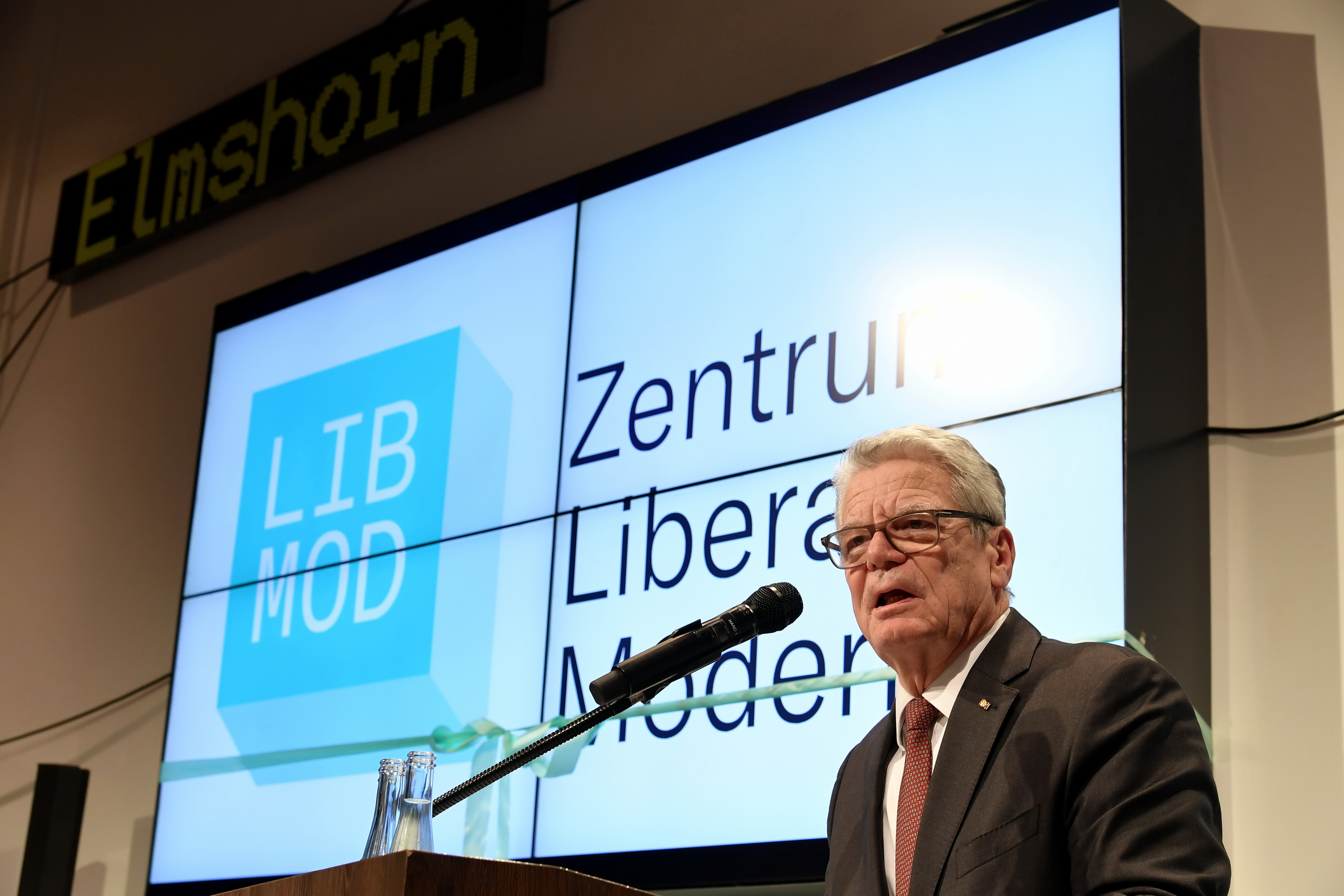
Bundespräsident a. D. Joachim Gauck bei der Eröffnung des Zentrums Liberale Moderne am 15. November 2017 in Berlin

Die von der Baden-Württemberg Stiftung finanzierte Expertenkommission „Sicherheit im Wandel“ erarbeitete unter Vorsitz von Ralf Fücks Empfehlungen, wie liberale Demokratien auf fundamentale Veränderungen durch Digitalisierung, Globalisierung und Migration reagieren können.
Darüber hinaus erhält das Zentrum seit 2019 eine halbe Million Euro jährlich aus dem Haushalt des Bundespresseamtes.
Im August 2020 gehörte das Zentrum Liberale Moderne zu den Mitiniatoren des „Arbeitskreises Belarus“, welcher als Forum für Expertise und Kontakte zu Belarus fungieren soll. Zu den anderen Mitbegründern zählen der Deutsch-Russische Austausch, der Verein „Menschenrechte in Belarus“, der Europäische Austausch, die Deutsch-belarussische Gesellschaft und die Belarusische Gemeinschaft „Razam“.
Seit 2018 wurde das Zentrum für 24 Projekte mit insgesamt 4.472.572,56 Euro gefördert. Gemäß Eigendarstellung finanziert es sich außerdem durch private Spenden.

## ProjektGegneranalyse
Im Dezember 2018 startete LibMod ein „Projekt zur Ideengeschichte der antiliberalen Revolte“ namens „Gegneranalyse“. Projektziel war nach eigenen Angaben die Aufarbeitung der „langen Linien antiliberalen Denkens“ für die heutige Debatte. Online wurden 16 kritische Personenartikel über Vordenker der Neuen Rechten präsentiert sowie ein Glossar von Begriffen, zum Teil in Form ausführlicher Essays. Das Projekt wurde mit 300.000 Euro vom Bundesfamilienministerium aus dem Bundesprogramm Demokratie leben! und der Bundeszentrale für politische Bildung gefördert.
Inzwischen lautet das Projektziel: Es setze sich kritisch mit Kanälen auseinander, die sich in Opposition zur bestehenden Medienöffentlichkeit sehen. Es heißt: „Wir wollen aufklären, wie die systemoppositionellen Gegenmedien zu einer Radikalisierungsmaschine werden.“ In Fallstudien wurden seit August 2021 das Portal NachDenkSeiten, das Magazin Compact sowie der österreichische Onlinesender AUF1 untersucht und beurteilt.

## Rechtsform, Gesellschafter und Beirat
Das Zentrum hat die Rechtsform einer gemeinnützigen GmbH. Ralf Fücks ist hauptberuflicher Geschäftsführer.
Das Zentrum wird von einem zwölfköpfigen Gesellschaftergremium getragen, darunter Deidre Berger, Direktorin des American Jewish Committee Berlin Office/Lawrence and Lee Ramer Institut für Deutsch-Jüdische Beziehungen, der ehemalige SPD-Bundestagsabgeordnete Gert Weisskirchen, Alexandra von Lambsdorff, die stellvertretende Vorsitzende der Friedrich-Naumann-Stiftung für die Freiheit Sabine Leutheusser-Schnarrenberger, der ehemalige US-Botschafter John Kornblum und die Bildungsministerin des Landes Schleswig-Holstein Karin Prien.
Die Arbeit des Zentrums wird durch einen internationalen Beirat unterstützt. Zum Beirat gehören u. a. der ukrainische Schriftsteller Jurij Andruchowytsch, die ehemalige DDR-Bürgerrechtlerin und ehemalige Leiterin der Stasi-Unterlagenbehörde Marianne Birthler, die Trägerin des Alternativen Nobelpreises und Menschenrechtlerin Swetlana Gannuschkina, das ehemalige Mitglied des Europäischen Parlaments Rebecca Harms, der Sprecher des Muslimischen Forums Deutschland Ahmad Mansour, der ehemalige Außenminister der DDR Markus Meckel, der Soziologe Armin Nassehi, der Präsident der Deutschen Gesellschaft für Osteuropakunde und ehemalige CDU-Bundestagsabgeordnete Ruprecht Polenz und der Historiker Timothy Snyder.

## Kritik
Das LibMod und seine mitunter umstrittenen Methoden werden seit der Gründung von verschiedenen Politikern und Journalisten kritisiert. Im Jahr 2022 häuften sich kritische Beiträge, begonnen mit einem Video von Friedrich Küppersbusch auf dessen YouTube-Format Ende Juli des Jahres. Darauf Bezug nehmend kritisierte der SPD-Politiker Mathias Brodkorb in einem vom Magazin Cicero im August 2022 veröffentlichten Beitrag insbesondere das LibMod-Projekt Gegneranalyse und fragte, wer denn eigentlich die „Gegner“ seien. Wären es Verfassungsfeinde, handle es sich bei den Aktionen des Projekts um eine Privatisierung hoheitlicher Aufgaben. Verliefe die „Gegnerschaft“ hingegen „unterhalb der Verfassungsschwelle“, handle es sich um einen staatlich finanzierten Eingriff in die unabhängige Meinungsbildung der Bürger. Es gehe offenbar nicht nur darum, verfassungsfeindliche Bestrebungen in den Blick zu nehmen, sondern alle alternativen Sichtweisen, die den Konsens zu sehr stören. „Gerade in einer Demokratie könnte man das umgekehrt auch für ein Problem halten.“
In der Online-Ausgabe der Welt schrieb der Politikwissenschaftler und Journalist Frank Lübberding im November 2022, mit ihrer Denkfabrik hätten sich Beck und Fücks eine Plattform geschaffen, „die ihre liberale Staatsferne vor allem durch staatliche Förderung unter Beweis stellt.“ Er kritisierte zudem, wie zuvor Küppersbusch und Brodkorb, das Projekt Gegneranalyse. Es spiele „Verfassungsschutz – und das im Auftrage eines grünen Thinktanks, bezahlt mit Steuergeldern.“ Es sei zu fragen, ob es sich bei der Erstellung solcher staatlich subventionierter „Schwarzer Listen“ nicht um einen Eingriff in die Meinungs- und Pressefreiheit handle „und ob eine Zweckentfremdung öffentlicher Mittel für parteipolitische Ziele der Demokratie nicht Schaden“ zufüge.
Im Dezember 2023 veröffentlichte Küppersbusch abermals einen längeren kritischen Beitrag, in dem wieder die staatliche Förderung von LibMod thematisiert wird. Überdies wird die Nichttransparenz der Geldzuflüsse aus der parallelen Fördergesellschaft Liberale Moderne, der Rechtsform nach eine UG, gerügt, die normale Mitglieder der GmbH im Unklaren über Teile ihrer Geldgeber lasse, da sie das laut Fücks „nichts angeht“. Bemängelt wird auch, dass der nominelle Thinktank de facto nur die Überzeugungen ihrer beiden Gründer als Meinung gelten lasse.
Nach jahrelanger Verzögerungstaktik erhielten die NachDenkSeiten auf Grundlage des Informationsfreiheitsgesetzes Zugang zu den Antrags-, Förderungs- und Finanzunterlagen von LibMod. In einer Auswertung urteilte am 28. Mai 2024 ihr Redakteur Florian Warweg, es gebe „zahlreiche Ungereimtheiten bei der Projektbewilligung durch die dem Familienministerium unterstehende Bundesbehörde, die man in ihrer Gesamtheit durchaus als Skandal bezeichnen kann“.

## Publikationen
- Ralf Fücks, Christoph Becker (Hrsg.): Das alte Denken der Neuen Rechten. Die langen Linien der antiliberalen Revolte. Sammelband des Zentrum Liberale Moderne, Wochenschau Verlag, Frankfurt 2020, ISBN 978-3-7344-1122-9.
- Ralf Fücks, Rainald Manthe (Hrsg.): Liberalismus neu Denken. Freiheitliche Antworten auf die Herausforderungen unserer Zeit. Transcript Verlag, Bielefeld 2022, ISBN 978-3-8376-6319-8.
- Ralf Fücks, Rainald Manthe (Hrsg.): Update Liberalism. Liberal Answers to the Challenges of Our Time. Transcript Verlag, Bielefeld 2023, ISBN 978-3-8376-6995-4.